# Xã Oxford, Quận Tuscarawas, Ohio
Xã Oxford (tiếng Anh: Oxford Township) là một xã thuộc quận Tuscarawas, tiểu bang Ohio, Hoa Kỳ. Năm 2010, dân số của xã này là 4.964 người.